# 女子アナ。
『女子アナ。』 （じょしアナ）は、2001年1月9日から3月20日まで毎週火曜日21:00 - 21:54（JST）に、フジテレビ系の「火曜21時」枠で放送された日本のテレビドラマ。主演は水野美紀。

## 概要
「パシフィックテレビ（フジテレビをモデルとした架空の放送局）」に入社した新人の女子アナウンサー3人の仕事を通じた友情や恋愛、苦悩などの感情を描く。架空の夕方の看板報道番組「PNNニュースプラネット」を軸に物語が展開する。
水野美紀は、この作品が連続ドラマ初主演である。

## キャスト

### パシフィックテレビ
大月真琴〈23〉
演 - 水野美紀
ドジでマイペースだが、一生懸命な新米アナウンサー。三重県出身のせいか時々方言で訛る。幼少期は引っ込み思案な性格だったが、たまたま地元でテレビ局のロケに遭遇し、そこで出会った女性アナウンサー(演・八木亜希子)の姿に感動しアナウンサーを志した。
香山万里子〈23〉
演 - ともさかりえ
冷静沈着で強い上昇志向を持つ。ワイドショー嫌いでニュースキャスターを目指す。不仲の父・修造（演 - 岩城滉一）は著名な報道カメラマン。
堀田航治〈25〉
演 - 伊藤英明
「PNNニュースプラネット」サブキャスター。真琴、万里子の憧れの人。「視聴者はおばさん連中なんだから、お前はカッコよくしてればそれでいい。」と、プロデューサーにホスト扱いされているのが気に入らない。
藤島みどり〈23〉
演 - 佐藤藍子
玉の輿結婚を夢見る、報道人としての自覚に欠け、問題となっている女子アナの代表のような役柄。父とパシフィックテレビ社長が親しい為、コネで入社した。
倉本友也〈23〉
演 - 吉沢悠
真琴たちと同期のAD。いつか大物になれるよう頑張る努力家。真琴に密かに想いを寄せる。
小田切恵美子〈39〉
演 - 深浦加奈子
ベテラン女子アナ。かつては人気アナだったが現在は閑職に。真琴たちを厳しく、時には優しく指導する。
井手紀子〈29〉
演 - 木村多江
朝のニュース「Wake Upモーニング」のキャスター。期待ゆえ、真琴たちに厳しく当たる。
岡野明日香
演 - 牛尾田恭代
アナウンサー。
石塚正
演 - 温水洋一
ディレクター。
中山郁美
演 - 笛木夕子
平松裕介〈52〉
演 - 大杉漣
アナウンス部長。真琴たちにはいつもハラハラドキドキさせられっ放し。
高見沢伸一〈42〉
演 - 大友康平
「PNNニュースプラネット」プロデューサー。バラエティ番組出身で視聴率第一主義だが、真琴たちのことは買っている。スタッフからは慕われているが、上層部との折り合いは悪い。
麻生亮子〈39〉
演 - 片平なぎさ
「PNNニュースプラネット」メインキャスター。地方局のリポーターからフリーの人気キャスターにのし上がった苦労人。気さくな人柄で、真琴たちの目標。高見沢とは若い頃からの付き合い。

### その他
久保寺雪〈23〉
演 - 国分佐智子
真琴の昔からの親友。とてもしっかり者で、真琴とは対照的。結婚すれば仕事は辞めてしまえばいいと考えている腰掛けOL。落ち込み気味の真琴を励ましたりと面倒見の良い性格。
敬子
演 - 川村ひかる
藤龍二
演 - 高杉瑞穂（第1話 - 第3話）

### ゲスト
第1話
- 女性アナウンサー（幼少期の真琴にアナウンサーを志すきっかけを与える） - 八木亜希子
- 幼少時代の真琴 - 大津綾香

第2話
- 矢野順一郎 - 佐戸井けん太

第3話
- 永沢瞳（ベストセラー作家） - 奥貫薫
- 熊谷睦子 - 円城寺あや

第6話
- 黒木美奈子 - 高畑淳子

第7話
- 木下留美（タイムキーパー） - 高橋由美子

第9話
- 香山修造（報道カメラマン） - 岩城滉一

第10話
- 田辺浩之（焼き芋屋） - 金田明夫

最終話
- 江藤（プロデューサー） - 塩見三省
- 沢口美保 - 大平奈津美
- 沢口清美（美保の母） - 山下容莉枝

## スタッフ
- 脚本 - 前川洋一、金子ありさ、十川誠志
- 音楽 - 本間勇輔
- 演出 - 西谷弘、土方政人
- 主題歌 - shela「feel」（avex trax）
- オープニングテーマ - EARTH「Is This Love」（SONIC GROOVE）
- プロデューサー - 関口静夫、保原賢一郎
- 制作 - フジテレビ、共同テレビ

## 放送日程
| 話数                                                       | 放送日        | サブタイトル               | 脚本                | 演出            | 視聴率 | 備考     |
| ---------------------------------------------------------- | ------------- | -------------------------- | ------------------- | --------------- | ------ | -------- |
| 第1話                                                      | 2001年1月09日 | 恋するヒマなんかない！     | 前川洋一 金子ありさ | 西谷弘 土方政人 | 17.1%  | 15分拡大 |
| 第2話                                                      | 2001年1月16日 | 熱愛発覚!? 初スキャンダル  | 前川洋一 金子ありさ | 土方政人        | 13.8%  | -        |
| 第3話                                                      | 2001年1月23日 | 1年目のジンクス・大失恋    | 前川洋一 金子ありさ | 土方政人        | 13.0%  | -        |
| 第4話                                                      | 2001年1月30日 | 彼氏にするなら近距離恋愛   | 前川洋一 金子ありさ | 西谷弘          | 13.4%  | -        |
| 第5話                                                      | 2001年2月05日 | 花の命は短い！30歳定年説   | 前川洋一 金子ありさ | 土方政人        | 12.0%  | -        |
| 第6話                                                      | 2001年2月12日 | 愛の告白は辞表!! 女の賭け  | 前川洋一 金子ありさ | 西谷弘          | 13.2%  | -        |
| 第7話                                                      | 2001年2月19日 | せつない片想いが犯した罪!! | 十川誠志            | 土方政人        | 13.1%  | -        |
| 第8話                                                      | 2001年2月26日 | 結婚退社こそ本当の幸せ!!   | 金子ありさ          | 西谷弘          | 14.6%  | -        |
| 第9話                                                      | 2001年3月06日 | 優しくなんかしないで！     | 十川誠志            | 土方政人        | 13.2%  | -        |
| 第10話                                                     | 2001年3月13日 | さよならは突然やってきた   | 前川洋一            | 西谷弘          | 13.1%  | -        |
| 最終話                                                     | 2001年3月20日 | 私をひとりにしないで       | 前川洋一 金子ありさ | 西谷弘          | 14.4%  | 15分拡大 |
| 平均視聴率 13.7%（視聴率は関東地区・ビデオリサーチ社調べ） |               |                            |                     |                 |        |          |

## 受賞
- 第28回ザテレビジョンドラマアカデミー賞[1]
  - 主演女優賞（水野美紀）

## 追記
本作で共演した国分佐智子と水野美紀は、この後も幾度となく共演することとなる。劇中では水野がマイペースで国分がしっかり者の親友という設定であったが、実際は両者の性格は正反対である。尚、プライベートでも水野は国分と親しい。
伊藤英明は劇中では水野より年上の先輩アナウンサーという設定になっているが、実際は水野が年上である。また、真琴の役柄設定としては新人アナなので（現在でいう、中途採用である）、ともさかや佐藤藍子と同じ23歳という設定になっていた。さすがに「これはいくらなんでも無理がある」との指摘も寄せられていたようだが（当時は水野が26歳、ともさかが21歳、佐藤が23歳）、制作発表の記者会見の場で水野は「それに関してはノーコメントを通します！本当は、浪人や留年を経験して入社したため、二人よりも年上という設定にして欲しかったのですが、プロデューサーに却下されましたので、せめて撮影中はライトを多めに当ててもらえるようスタッフにお願いしてあります」と、ジョーク混じりに対応し、笑いを誘っていた。
片平なぎさの演じた夕方ニュースの人気キャスターは安藤優子をモデルとしており、片平自身も、「FNNスーパーニュース」を見て、安藤を演技の参考にしていると話していた。
予告スポットのサウンドロゴの声はこおろぎさとみ。